# Hoogovensmuseum
Het Hoogovensmuseum is een museum in de Noord-Hollandse plaats IJmuiden. Het museum toont de geschiedenis van het staalbedrijf in IJmuiden. Bovendien laat het de ontwikkeling van de ijzer- en staalindustrie in het algemeen zien.
Het museum is gevestigd in de oude buizengieterij van Koninklijke Hoogovens. Het gebouw staat net buiten het bedrijfsterrein van Tata Steel Europe. In het gebouw zijn objecten, historische documenten, foto’s en filmmateriaal te zien. Op het buitenterrein staat divers groot materieel voor de ijzer- en staalbereiding.
Het Hoogovensmuseum is aangesloten bij de Europese Route voor Industrieel Erfgoed (ERIH), het toeristische informatienetwerk voor industrieel erfgoed in Europa.